# Kanal 2
Kanal 2 (est. Kanal 2) je estonska privatna televizija, pokrenuta 1. oktobra 1993.

## Spoljašnje veze
- (језик: естонски)
- Архивирано на веб-сајту  (22. септембар 2015)